# Чоколанти (Перуђа)
Чоколанти је насеље у Италији у округу Перуђа, региону Умбрија.
Према процени из 2011. у насељу је живело 54 становника. Насеље се налази на надморској висини од 259 м.